# Wiener Übereinkommen über Straßenverkehrszeichen
Das 1968 abgeschlossene Wiener Übereinkommen über Straßenverkehrszeichen, offiziell nur Übereinkommen über Straßenverkehrszeichen (schweizerisch Übereinkommen über Strassenverkehrszeichen geschrieben, englisch Convention on Road Signs and Signals, französisch Convention sur la signalisation routière), ist ein internationaler Vertrag mit dem Ziel, die Verkehrszeichen für den Straßenverkehr international zu vereinheitlichen.

## Geschichte
Mit dem stetig wachsenden Fahrzeugbestand und dem Ansteigen des internationalen Handels- und Reiseverkehrs auf den europäischen Straßen mussten bereits sehr früh länderübergreifende Regelungen zur Sicherung des Straßenverkehrs getroffen werden. Daher war bereits 1909 die Pariser Konvention über den Kraftfahrzeugverkehr, 1926 das Pariser Übereinkommen über den Straßenverkehr, 1931 das Genfer Übereinkommen über die Vereinheitlichung der Verkehrszeichen/Wegezeichen und 1949 das Genfer Protokoll über Straßenverkehrszeichen/Straßensignalisation verfasst worden.
Mit einigen Resolutionen ab 1963 wurde beschlossen, die Konvention zum Zwecke weiterer Vereinheitlichung zu überarbeiten.
Die Wiener Verhandlungen fußten also auf Vorgängerkonferenzen. Einige der frühen Übereinkommen blieben auch nach dem Beschluss von 1968 weiter in Kraft.
Die heute gültige Konvention wurde durch die UN-Konferenz in Wien vom 7. Oktober bis 8. November 1968 neu verfasst und mit der Resolution 1129 (XLI) angenommen.
Die Konferenz beschloss auch das Wiener Übereinkommen über den Straßenverkehr.

### Beitrittsstaaten

Übereinkommen unterzeichnet
Übereinkommen ratifiziert
Übereinkommen beigetreten
SADC-Road Traffic Signs Manual
SICA-Übereinkommen

Die Konvention wurde (Stand Juli 2023) bisher von 73 Ländern ratifiziert.
Unter anderem die USA, Australien und die Volksrepublik China haben das Abkommen nicht unterschrieben.

### Nationales
Die Bundesrepublik Deutschland hat die Konvention 1977 übernommen (Gesetz zu den Übereinkommen über den Straßenverkehr und über Straßenverkehrszeichen vom 21. September 1977). Es wurde bereits ab 1969 an einer vollständigen Überarbeitung der Straßenverkehrs-Ordnung (StVO) gearbeitet und diese 1970 verabschiedet. Die in dieser Ordnung enthaltenen Verkehrszeichen richteten sich bereits nach den Beschlüssen des Wiener Übereinkommens. Am 1. März 1971 trat diese erste vollständig neue bundesrepublikanische Straßenverkehrsordnung seit 1937 in Kraft.
Die DDR veröffentlichte im Gesetzblatt 1976 die Konvention über Verkehrszeichen und -signale vom 8. November 1968, die damit in Kraft trat. Praktische Anwendung fanden Beschlüsse des Wiener Übereinkommens in der sogenannten StVO 77 ab 1. Mai 1979.
Österreich übernahm die Konvention 1982 (Ratifikationsurkunde hinterlegt 1981, in Kraft 11. August 1982).
In der Schweiz wurde die Konvention 1978 von der Bundesversammlung genehmigt; die Ratifikationsurkunde wurde jedoch erst 1991 hinterlegt. Per 11. Dezember 1992 wurde die Konvention inkraft gesetzt.

### Änderungen und Zusatzprotokolle
Die Fortentwicklung des Übereinkommens findet unter dem Dach der Wirtschaftskommission für Europa der Vereinten Nationen (UNECE) durch den Arbeitskreis WP.1 des Inlandtransportkomitees statt und führte bis 2006 zu zwei Überarbeitungen – 1995 und 2006. Aktuelle Fassungen dieser Konventionen werden auf den Internetseiten der UNECE bereitgestellt. 
Die Europäische Gemeinschaft hat schon 1968 das Europäische Zusatzübereinkommen zum Übereinkommen über Straßenverkehrszeichen erarbeitet, das in Wien am 8. November 1968 zur Unterzeichnung aufgelegt wurde. Weiterhin wurde 1973 zu diesem Zusatzübereinkommen ein Protokoll über Straßenmarkierungen geschlossen, welches die grundlegenden Festlegungen des Wiener Übereinkommens ergänzt.

## Inhalt
Das Abkommen erleichtert den länderübergreifenden Verkehr und verbessert die Straßenverkehrssicherheit. Die vereinheitlichten Piktogramme erleichterten das internationale Erfassen und Verstehen von Straßenschildern. Neben Verkehrszeichen wurden auch Lichtsignalanlagen und Fahrbahnmarkierungen standardisiert.

### Verkehrszeichen
In Artikel 2 der Konvention werden alle Verkehrszeichen in acht Kategorien eingeteilt:
- A: Gefahrenzeichen
- B: Vorfahrtszeichen
- C: Verbotszeichen
- D: Gebotszeichen
- E: Sonderzeichen
- F: Informations-, Einrichtungs- oder Dienstleistungszeichen
- G: Wegweiser
- H: Zusatzzeichen

Die wichtigsten Zeichen sind nachfolgend aufgelistet. Diese Liste ist nicht abschließend.
| Kategorie                                                | Form                                | Grundfarbe                   | Rahmenfarbe            | Größe                 | Piktogrammfarbe                                       | Beispiele |
| -------------------------------------------------------- | ----------------------------------- | ---------------------------- | ---------------------- | --------------------- | ----------------------------------------------------- | --------- |
| Gefahrenzeichen                                          | Gleichseitiges Dreieck              | weiß oder gelb               | rot                    | 0,9 m / 0,6 m         | schwarz oder dunkelblau                               |           |
| Gefahrenzeichen                                          | Diamant                             | gelb                         | schwarz                | 0,6 m / 0,4 m         | schwarz oder dunkelblau                               |           |
| Vorfahrtszeichen                                         |                                     |                              |                        |                       |                                                       |           |
| Vorfahrt gewähren                                        | Umgedrehtes gleichseitiges Dreieck  | weiß oder gelb               | rot                    | 0,9 m / 0,6 m         | -                                                     |           |
| Stoppschild                                              | Achteck                             | rot                          | weiß                   | 0,9 m / 0,6 m         | "Stop"† in weiß                                       |           |
| Stoppschild                                              | Rund mit Dreieck innerhalb          | weiß oder gelb               | rot                    | 0,9 m / 0,6 m         | "Stop"† in schwarz oder dunkelblau                    |           |
| Vorfahrtstraße                                           | Diamant                             | weiß                         | schwarz                | 0,5 m / 0,35 m        | gelb oder orange                                      |           |
| Ende der Vorfahrtstraße                                  | Diamant                             | weiß                         | schwarz                | 0,5 m / 0,35 m        | gelb oder orange mit schwarzen oder grauen Querlinien |           |
| Gegenverkehr Vorfahrt gewähren                           | Rund                                | weiß oder gelb               | rot                    | -                     | schwarzer und roter Pfeil                             |           |
| Vorfahrt vor Gegenverkehr                                | Rechteck                            | blau                         | -                      | -                     | weißer und roter Pfeil                                |           |
| Verbotszeichen                                           |                                     |                              |                        |                       |                                                       |           |
| Standard                                                 | Rund                                | weiß oder gelb               | rot                    | 0,6 m / 0,4 m         | schwarz oder dunkelblau                               |           |
| Parkverbot                                               | Rund                                | blau                         | rot                    | 0,6 m / 0,2 m         | -                                                     |           |
| Parkverbot                                               | Rund                                | weiß oder gelb               | rot                    | 0,6 m / 0,2 m         |                                                       |           |
| Halteverbot                                              | Rund                                | blau                         | rot                    | 0,6 m / 0,4 m         | -                                                     |           |
| Verbotsende                                              | Rund                                | weiß oder gelb               | -                      | 0,6 m / 0,4 m         | schwarze oder graue Querlinien                        |           |
| Gebotszeichen                                            |                                     |                              |                        |                       |                                                       |           |
| Standard                                                 | Rund                                | blau                         | -, weiß                | 0,6 m / 0,4 m / 0,3 m | weiß                                                  |           |
| Standard                                                 | Rund                                | weiß oder gelb               | rot                    | 0,6 m / 0,4 m / 0,3 m | schwarz oder dunkelblau                               |           |
| Sonderzeichen                                            |                                     |                              |                        |                       |                                                       |           |
| Alle                                                     | Rechteck                            | blau                         | -                      | -                     | weiß                                                  |           |
| Alle                                                     | Rechteck                            | Hell                         | -                      | -                     | schwarz                                               |           |
| Informations-, Einrichtungs- oder Dienstleistungszeichen |                                     |                              |                        |                       |                                                       |           |
| Alle                                                     | -                                   | blau oder grün               | -                      | -                     | weiß oder gelb                                        |           |
| Wegweiser                                                |                                     |                              |                        |                       |                                                       |           |
| Informationszeichen                                      | Rechteck, teilweise mit Pfeilspitze | hell                         | -                      | -                     | dunkel                                                |           |
| Informationszeichen                                      | Rechteck, teilweise mit Pfeilspitze | dunkel                       | -                      | -                     | hell                                                  |           |
| Autobahnen                                               | Rechteck                            | blau oder grün               | -                      | -                     | weiß                                                  |           |
| Temporäre Zeichen                                        | Rechteck                            | gelb oder orange             | -                      | -                     | schwarz                                               |           |
| Zusatzzeichen                                            |                                     |                              |                        |                       |                                                       |           |
| Alle                                                     | -                                   | weiß, blau oder gelb         | schwarz, blau oder rot | -                     | schwarz oder dunkelblau                               |           |
| Alle                                                     | -                                   | schwarz, rot oder dunkelblau | weiß, blau oder gelb   | -                     | weiß, blau oder gelb                                  |           |
| Kategorie                                                | Form                                | Grundfarbe                   | Rahmenfarbe            | Größe                 | Piktogrammfarbe                                       | Beispiele |

† In Englisch oder nationaler Sprache
Alle Schilder müssen retroreflektierend sein.

### Straßenmarkierungen
Alle Straßenmarkierungen müssen weniger als 6 mm hoch und reflektierend sein. Sie haben weiß oder gelb zu sein.

### Lichtsignalanlagen
| Typ                          | Form             | Farbe        | Farbe                   | Position                                                       | Bedeutung |
| ---------------------------- | ---------------- | ------------ | ----------------------- | -------------------------------------------------------------- | --- |
| Stetiges Licht               |                  |              | grün                    | An einer Kreuzung                                              | Fahren (vortrittsberechtigt – Vortritt kann durch zusätzliches Gelbblinken (insb. bei Seiteverkehr) eingeschränkt werden, auch z. B. auch nur bzgl. Fußgänger) |
| Stetiges Licht               |                  | gelb         | An einer Kreuzung       | Halten, wenn möglich                                           | |
| Stetiges Licht               |                  | rot          | An einer Kreuzung       | Halten                                                         | |
| Stetiges Licht               |                  | rot und gelb | An einer Kreuzung       | noch Halten, bereitmachen für Weiterfahrt (Vorsignal für grün) | |
| Stetiges Licht               | Pfeil            |              | grün                    | An einer Kreuzung                                              | Nur der Verkehr in die angezeigte Richtung darf fahren |
| Stetiges Licht               | Pfeil nach unten |              | grün                    | Über der Fahrspur                                              | Spur frei |
| Stetiges Licht               | Kreuz            |              | rot                     | Über der Fahrspur                                              | Spur gesperrt |
| Stetiges Licht oder blinkend | Pfeil zur Seite  |              | gelb oder weiß          | Über der Fahrspur                                              | Spur wechseln |
| Blinkend                     |                  |              | Abwechselnd rot         | An einer Kreuzung, einem Bahnübergang o. ä.                    | Stopp |
| Blinkend                     |                  | weiß         | An einer Kreuzung       | Fahren                                                         | |
| Blinkend                     |                  | gelb         | An einer Gefahrenstelle | Vorsicht                                                       | |
| Blinkend                     |                  | gelb         | An einer Kreuzung       | Vorfahrt wird durch Schilder geregelt                          | |

An einer Ampel müssen rote Lichter entweder oben (wenn vertikal) oder auf der zum Gegenverkehr zeigenden Seite (wenn horizontal) angebracht werden.

## Rechtsquellen
- United Nations Conference on Road Traffic. Final Act.  Fünfsprachige Fassung: engl., frz., chin., russ., span. (in der Vertragssammlung der UNO → Chapter XI : Transport and Communications → B. Road Traffic → 20; pdf; mit Abschlusserklärung; Text der Konvention dort S. 4 ff, die ersten 3 Seiten [Art. 1] fehlen).
- Road Traffic and Road Signs and Signals Agreements and Conventions. unece.org, Pkt. 10 – diverse konsolidierte Fassungen von 2006 und 1993 in mehreren Sprachen (dort auch weitere Rechtsquellen).

Nationale Fassungen:
- BR Deutschland: BGBl|1977 II S. 893 (Text dreisprachig; pdf, dort S. 85).
- DDR: GBl. 1976 S. 280, 1980 S. 53
- Österreich: BGBl. 291/1982 (StF; i.d.g.F. online, ris.bka; diverse Abbildung nur im pdf) – mit einer Gesamtübersicht der Vorbehalte und Erklärungen (auch Deutschland, Anfang und Ende des Dokuments).
- Schweiz SR 0.741.20 (i.d.g.F. online, admin.ch).

Europäisches Zusatzübereinkommen:
- Road Traffic and Road Signs and Signals Agreements and Conventions. unece.org, Pkt. 12  – engl./frz., russ.
- BR Deutschland: BGBl. 1977 II S. 1006 (pdf, dort S. 198).
- DDR: GBl. 1976 II S. 280
- Österreich: BGBl. 292/1982 (StF; i.d.g.F. online, ris.bka).
- Schweiz SR 0.741.201 (i.d.g.F. online, admin.ch).

UN-Protokoll 1949:
- Text engl./frz./span. (unece.org, pdf; via oben gegebene Webseite; dort auch das Europäische Zusatzübereinkommen von 1950 dazu und das Übereinkommen 1957; Pkte. 14 und 15).